# Ahmad Manasra
Ahmad Manasra   (Jerusalem, 22 de gener de 2002) és un activista palestí que va ser detingut el 2015 als 13 anys pel seu paper en els apunyalaments de Pisgat Ze'ev comesos en un assentament israelià a Jerusalem Est juntament amb el seu cosí, Hassan, que tenia 15 anys i va morir pels trets de la policia durant l'atac. Va ser alliberat el 10 d'abril de 2025, després de passar més de 9 anys a la presó.
Manasra va néixer el 22 de gener de 2002 a la vila de Beit Hanina en una família de deu persones en un context d'apartheid, ocupació i colonialisme. Tenia dos germans i cinc germanes. Abans de la seva detenció, era un estudiant de l'escola New Generation de Jerusalem.
El cas de Manasra va cridar l'atenció per la duresa de la condemna atesa la seva edat, l'ús del règim d'aïllament durant l'empresonament i el greu impacte sobre la salut mental del seu internament. El seu cas també va suscitar una important condemna internacional per part d'organitzacions de drets humans ateses les violacions de les lleis internacionals que prohibeixen la tortura i els tractes cruels, inhumans o degradants, i que van reclamar el seu alliberament immediat. Amnistia Internacional va destacar el cas de Manasra com a representatiu de les violacions sistèmiques dels drets humans que pateixen els infants a Palestina per raó del sistema de justícia militar israelià.

## Detenció i judici
El 2016, després dels apunyalaments de Pisgat Ze'ev, Ahmad Manasra va ser condemnat per intent d'assassinat a 9,5 anys de presó i una multa de 180.000 xéquels. Tot i que inicialment va ser condemnat a 12 anys, després de l'apel·lació del seu advocat, la pena es va veure reduïda. Durant l'atac, el seu cosí, Hassan, va apunyalar un vigilant de seguretat i va ferir greument un noi israelià de 13 anys que sortia d'una botiga d'alimentació. La policia va publicar imatges anteriors d'una càmera de seguretat de Manasra i Hassan amb ganivets i perseguint un home pels carrers de Pisgat Zeev aquell mateix matí del 13 d'octubre de 2015.

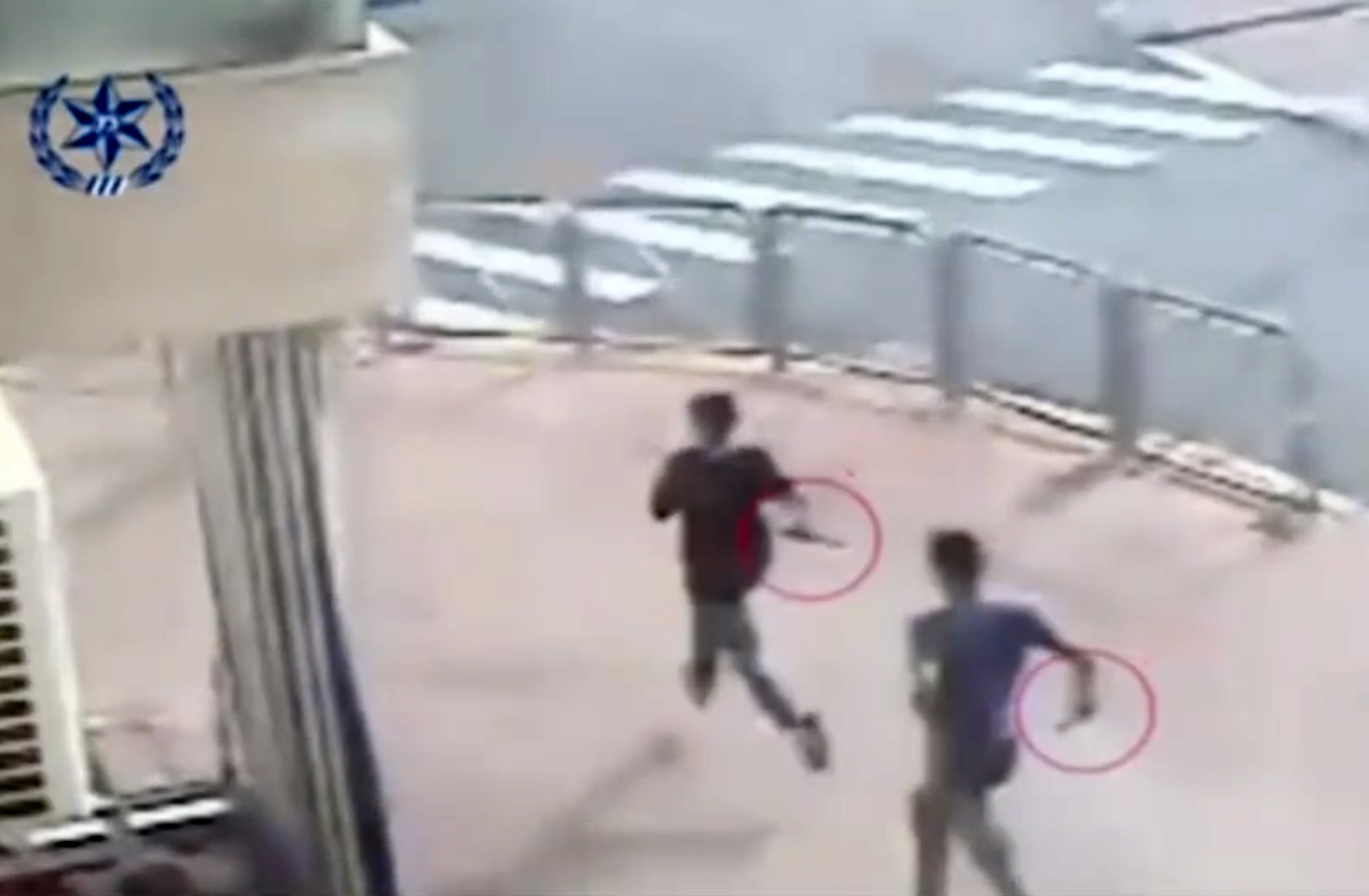
Imatge dels dos cosins difoses per la policia

Hassan va ser assassinat a trets per la policia, mentre que Manasra va ser atropellat deliberadament per un vehicle i va ser vilipendiat pels transeünts mentre romania ferit a terra i immòbil. El vídeo de Manasra estirat al carrer i sagnant pel cap es va fer viral a internet, acumulant milions de visualitzacions. Posteriorment, després de passar uns mesos a l'hospital per a recuperar-se de les lesions esposat al llit, un altre vídeo que es va difondre mostrava l'interrogatori a que va ser sotmès Manasra per agents de policia. La gravació mostrava un policia escridassant-lo i intentant intimidar-lo perquè confessés, mentre que Manasra li responia que no recordava res i que necessitava ser atès per un metge. Manasra va ser interrogat amb 13 anys, sense la presència d'un advocat ni dels pares.
Al judici no es va poder demostrar que Manasra hagués estat directament implicat en els apunyalaments, però va ser condemnat tot i estar per sota de l'edat mínima de responsabilitat penal.

## Empresonament
Durant el seu temps a la presó, Manasra va ser objecte de greus violacions dels seus drets, incloent insults, amenaces i tractes cruels. També va patir l'aïllament, que va afectar significativament la seva salut mental, donant lloc a diagnòstics d'esquizofrènia, psicosi, depressió severa i pensaments suïcides.
Les autoritats israelianes van traslladar Manasra al règim d'aïllament el 2021 a causa d'una baralla amb un altre reclús. Segons la seva família i els seus advocats, va estar tancat a la cel·la 23 hores al dia i va patir paranoies i deliris que li van impedir dormir. Més endavant, va intentar tallar-se els canells en un intent de suïcidi. Manasra era traslladat cada mes a l'ala psiquiàtrica d'una altra presó on els metges li donaven injeccions per a «estabilitzar-lo». Un metge de Metges Sense Fronteres a qui van permetre visitar-lo a la seva cel·la quan tenia 18 anys li va diagnosticar esquizofrènia i va afirmar que havia estat causada per l'estrès de les condicions del confinament, i va advertir a les autoritats de la presó que si el seu empresonament continuava, podria provocar-li una incapacitat permanent.
El 2023 les seves condicions d'aïllament a la presó d'Ascaló van empitjorar. Segons els informes, va patir un fort dolor d'estómac, se li va negar el suport de la seva família i va experimentar condicions insalubres a la seva cel·la amb infestació de rosegadors. Malgrat això, les autoritats israelianes van prorrogar el seu aïllament durant sis mesos més.
El tractament de Manasra a la presó es va caracteritzar per les condicions inhumanes, l'aïllament prolongat i la manca d'atenció mèdica adequada, fet que va generar preocupacions per la violació del dret internacional pel que fa a la tortura i els tractes cruels, inhumans o degradants. La Unió Europea i les Nacions Unides van demanar repetidament el seu alliberament, referint-se a la seva edat durant la seva detenció i l'impacte de l'empresonament en la seva salut mental i física. Malgrat aquests requeriments, el sistema judicial israelià va denegar les múltiples sol·licituds per motius mèdics de llibertat condicional i el Tribunal Suprem d'Israel va dictaminar que Manasra no podia beneficiar-se de la llibertat condicional perquè va ser condemnat per terrorisme, independentment de la seva edat o estat psiquiàtric.

## Sortida de la presó
El 10 d'abril de 2025, Manasra va ser alliberat de les presons israelianes després de completar la seva condemna de 9,5 anys. Malgrat la seva sortida de la presó, se li va prohibir a ell i a la seva família de parlar amb la premsa. Segons la família de Manasra, les autoritats israelianes el van citar per a interrogar-lo el dia de la seva posada en llibertat a la comissaria de policia del complex rus de Jerusalem Oest per motius desconeguts.
S'esperava que fos alliberat a la presó de Nafha, on la seva família l'esperava per a recollir-lo, però després van saber que va ser alliberat a la ciutat de Beerxeba, a uns 50 quilòmetres de la presó. Manasra va romandre sol en una zona abandonada abans de ser trobat per un desconegut que va contactar amb la seva família i els va permetre localitzar-lo.

## Resposta internacional
La reacció internacional pel cas de Manasra va estar marcada per una permanent condemna i demanda del seu alliberament immediat. Els experts i organitzacions en drets humans, com també l'Oficina de l'Alt Comissariat de les Nacions Unides per als Drets Humans, així com nombrosos grups de salut mental, van instar l'estat d'Israel a alliberar Manasra a causa de les greus violacions dels seus drets i del tracte inhumà a què va ser sotmès.
Experts en drets humans de l'ONU van criticar Israel per la detenció de Manasra, destacant que violava el dret internacional humanitari i que el seu empresonament l'havia privat de la seva infància i dels seus drets essencials, i van remarcar la necessitat urgent que Manasra rebés l'atenció i l'assessorament en salut mental necessaris, sobretot tenint en compte el deteriorament del seu estat.
Amnistia Internacional va condemnar l'aïllament de Manasra com una violació de la prohibició absoluta de la tortura i altres tractes cruels, inhumans o degradants. Els seus informes també van destacar el cas de Manasra com a part d'un patró més ampli de discriminació contra els infants palestins al sistema de justícia penal israelià, subratllant la necessitat de judicis justos i la fi dels maltractaments.